# Лобная доля
Лобная доля (лат. Lobus frontalis) — образование коры больших полушарий, ограниченной сзади центральной бороздой от теменной доли и снизу латеральной бороздой от височной доли. В области лобной доли располагаются центры, отвечающие за осознанные движения, а также умение писать и разговаривать.

## Функции
Лобная доля головного мозга отвечает за принятие решений, произвольные действия, их организацию и планирование, контроль сложных интеллектуальных процессов (речь, решение задач, планирование будущего).
Повреждение лобных долей приводит к потере способности решать проблемы, планировать действия и приступать к ним. Массивное (преимущественно, двустороннее) поражение лобных долей головного мозга приводит к существенным изменениям личности и поведения.

## Анатомия
Спереди от центральной борозды (лат. sulcus centralis) параллельно проходит прецентральная борозда (лат. sulcus precentralis); извилины ограничивают вертикально расположенную прецентральную извилину (лат. gyrus precentralis). От прецентральной борозды продольно идут верхняя и нижняя лобные борозды, между которыми расположены верхняя, средняя и нижняя лобные извилины. Ниже расположенная латеральная борозда вдается в нижнюю лобную извилину, разделяя её на три части: крышечную (лат. pars opercularis), треугольную (лат. pars triangularis), глазную (лат. pars orbitalis).